# Onthophagus mauritii
Onthophagus mauritii är en skalbaggsart som beskrevs av Antoine Boucomont 1919. Onthophagus mauritii ingår i släktet Onthophagus och familjen bladhorningar. Inga underarter finns listade i Catalogue of Life.